# Olići
Olići (cyr. Олићи) – wieś w Bośni i Hercegowinie, w Republice Serbskiej, w gminie Šipovo. W 2013 roku liczyła 87 mieszkańców.